# FA Cup 1975-1976
La FA Cup 1975-76 è stata la novantacinquesima edizione della competizione calcistica più antica del mondo. È stata vinta dal Southampton che sconfisse in finale il Manchester Utd per 1-0.

## Primo turno
| Data             | Squadra di casa   | Squadra ospite           | Risultato | Note                |
| ---------------- | ----------------- | ------------------------ | --------- | ------------------- |
| 22 novembre 1975 | Darlington        | Chester City             | 0-0       |                     |
| 26 novembre 1975 | Chester City      | Darlington               | 2-0       | Ripetizione         |
| 22 novembre 1975 | Dartford          | Bishop's Stortford       | 1-4       |                     |
| 22 novembre 1975 | Hartlepool Utd    | Stockport County         | 3-0       |                     |
| 22 novembre 1975 | Bury              | Doncaster                | 4-2       |                     |
| 22 novembre 1975 | Grantham Town     | Port Vale                | 2-2       |                     |
| 24 novembre 1975 | Port Vale         | Grantham Town            | 4-1       | Ripetizione         |
| 22 novembre 1975 | Preston N.E.      | Scunthorpe Utd           | 2-1       |                     |
| 22 novembre 1975 | Sutton United     | Bournemouth              | 1-1       |                     |
| 26 novembre 1975 | Bournemouth       | Sutton United            | 1-0       | Ripetizione         |
| 22 novembre 1975 | Watford           | Brighton                 | 0-3       |                     |
| 22 novembre 1975 | Weymouth          | Gillingham               | 0-2       |                     |
| 22 novembre 1975 | Yeovil Town       | Millwall                 | 1-1       |                     |
| 25 novembre 1975 | Millwall          | Yeovil Town              | 2-2       | Prima ripetizione   |
| 3 dicembre 1975  | Yeovil Town       | Millwall                 | 0-1       | Seconda ripetizione |
| 22 novembre 1975 | Marine            | Barnsley                 | 3-1       |                     |
| 22 novembre 1975 | Walsall           | Huddersfield Town        | 1-1       |                     |
| 22 novembre 1975 | Sheffield Weds    | Macclesfield Town        | 1-1       |                     |
| 22 novembre 1975 | Grimsby Town      | Gateshead United         | 1-3       |                     |
| 22 novembre 1975 | Scarborough       | Morecambe                | 2-0       |                     |
| 22 novembre 1975 | Wycombe           | Bedford Town             | 0-0       |                     |
| 22 novembre 1975 | Bedford Town      | Wycombe                  | 2-2       | Prima ripetizione   |
| 1º dicembre 1975 | Wycombe           | Bedford Town             | 2-1       | Seconda ripetizione |
| 22 novembre 1975 | Brentford         | Northampton Town         | 2-0       |                     |
| 22 novembre 1975 | Rosendale         | Shrewsbury Town          | 0-1       |                     |
| 22 novembre 1975 | Bradford City     | Chesterfield             | 2-0       |                     |
| 22 novembre 1975 | Crystal Palace    | Walton & Hersham         | 1-0       |                     |
| 22 novembre 1975 | Spennymoor United | Southport                | 4-1       |                     |
| 22 novembre 1975 | Southend Utd      | Swansea City             | 2-0       |                     |
| 22 novembre 1975 | Mansfield Town    | Wrexham                  | 1-1       |                     |
| 24 novembre 1975 | Wrexham           | Mansfield Town           | 1-1       | Prima ripetizione   |
| 8 dicembre 1975  | Mansfield Town    | Wrexham                  | 2-1       | Seconda ripetizione |
| 22 novembre 1975 | Cardiff City      | Exeter City              | 6-2       |                     |
| 22 novembre 1975 | Halifax Town      | Altrincham               | 3-1       |                     |
| 22 novembre 1975 | Newport County    | Swindon Town             | 2-2       |                     |
| 25 novembre 1975 | Swindon Town      | Newport County           | 3-0       | Ripetizione         |
| 22 novembre 1975 | Workington        | Rochdale                 | 1-1       |                     |
| 25 novembre 1975 | Rochdale          | Workington               | 2-1       | Ripetizione         |
| 22 novembre 1975 | Hereford Utd      | Torquay Utd              | 2-0       |                     |
| 22 novembre 1975 | Rotherham Utd     | Crewe Alexandra          | 2-1       |                     |
| 22 novembre 1975 | Aldershot         | Wealdstone               | 4-3       |                     |
| 22 novembre 1975 | Romford           | Tooting & Mitcham United | 0-1       |                     |
| 22 novembre 1975 | Wigan             | Matlock Town             | 4-1       |                     |
| 22 novembre 1975 | Boston United     | Lincoln City             | 0-1       |                     |
| 22 novembre 1975 | Peterborough Utd  | Winsford United          | 4-1       |                     |
| 22 novembre 1975 | Colchester Utd    | Dover                    | 3-3       |                     |
| 26 novembre 1975 | Dover             | Colchester Utd           | 4-1       | Ripetizione         |
| 22 novembre 1975 | Nuneanton Borough | Wimbledon FC             | 0-1       |                     |
| 22 novembre 1975 | Hendon            | Reading                  | 1-0       |                     |
| 22 novembre 1975 | Leatherhead       | Cambridge Utd            | 2-0       |                     |
| 22 novembre 1975 | AP Leamington     | Stafford Rangers         | 2-3       |                     |
| 22 novembre 1975 | Coventry Sporting | Tranmere                 | 2-0       |                     |

## Secondo turno
| Data             | Squadra di casa          | Squadra ospite           | Risultato | Note        |
| ---------------- | ------------------------ | ------------------------ | --------- | ----------- |
| 13 dicembre 1975 | Bournemouth              | Hereford Utd             | 2-2       |             |
| 17 dicembre 1975 | Hereford Utd             | Bournemouth              | 2-0       | Ripetizione |
| 13 dicembre 1975 | Bury                     | Spennymoor United        | 2-0       |             |
| 13 dicembre 1975 | Marine                   | Hartlepool Utd           | 1-1       |             |
| 15 dicembre 1975 | Hartlepool Utd           | Marine                   | 6-3       | Ripetizione |
| 13 dicembre 1975 | Gillingham               | Brighton                 | 0-1       |             |
| 13 dicembre 1975 | Sheffield Weds           | Wigan                    | 2-0       |             |
| 13 dicembre 1975 | Stafford Rangers         | Halifax Town             | 1-3       |             |
| 13 dicembre 1975 | Scarborough              | Preston N.E.             | 3-2       |             |
| 13 dicembre 1975 | Shrewsbury Town          | Chester City             | 3-1       |             |
| 13 dicembre 1975 | Millwall                 | Crystal Palace           | 1-1       |             |
| 16 dicembre 1975 | Crystal Palace           | Millwall                 | 2-1       | Ripetizione |
| 13 dicembre 1975 | Wimbledon FC             | Brentford                | 0-2       |             |
| 13 dicembre 1975 | Southend Utd             | Dover                    | 4-1       |             |
| 13 dicembre 1975 | Huddersfield Town        | Port Vale                | 2-1       |             |
| 13 dicembre 1975 | Mansfield Town           | Lincoln City             | 1-2       |             |
| 13 dicembre 1975 | Cardiff City             | Wycombe                  | 1-0       |             |
| 13 dicembre 1975 | Rotherham Utd            | Bradford City            | 0-3       |             |
| 13 dicembre 1975 | Aldershot                | Bishop's Stortford       | 2-0       |             |
| 13 dicembre 1975 | Hendon                   | Swindon Town             | 0-1       |             |
| 13 dicembre 1975 | Leatherhead              | Tooting & Mitcham United | 0-0       |             |
| 22 dicembre 1975 | Tooting & Mitcham United | Leatherhead              | 2-1       | Ripetizione |
| 13 dicembre 1975 | Coventry Sporting        | Peterborough Utd         | 0-4       |             |
| 13 dicembre 1975 | Gateshead United         | Rochdale                 | 1-1       |             |
| 16 dicembre 1975 | Rochdale                 | Gateshead United         | 3-1       | Ripetizione |

## Trentaduesimi di finale
| Data            | Squadra di casa          | Squadra ospite           | Risultato | Note                |
| --------------- | ------------------------ | ------------------------ | --------- | ------------------- |
| 3 gennaio 1976  | Blackpool                | Burnley                  | 1-0       |                     |
| 3 gennaio 1976  | Southampton              | Aston Villa              | 1-1       |                     |
| 7 gennaio 1976  | Aston Villa              | Southampton              | 1-2       | Ripetizione         |
| 3 gennaio 1976  | Leicester City           | Sheffield Utd            | 3-0       |                     |
| 3 gennaio 1976  | Notts County             | Leeds Utd                | 0-1       |                     |
| 3 gennaio 1976  | Nottingham Forest        | Peterborough Utd         | 0-0       |                     |
| 7 gennaio 1976  | Peterborough Utd         | Nottingham Forest        | 1-0       | Ripetizione         |
| 3 gennaio 1976  | Wolverhampton            | Arsenal                  | 3-0       |                     |
| 3 gennaio 1976  | Middlesbrough            | Bury                     | 0-0       |                     |
| 6 gennaio 1976  | Bury                     | Middlesbrough            | 1-1       | Ripetizione         |
| 3 gennaio 1976  | West Bromwich            | Carlisle Utd             | 3-1       |                     |
| 3 gennaio 1976  | Sunderland               | Oldham Athletic          | 2-0       |                     |
| 3 gennaio 1976  | Derby County             | Everton                  | 2-1       |                     |
| 3 gennaio 1976  | Luton Town               | Blackburn                | 2-0       |                     |
| 3 gennaio 1976  | Swindon Town             | Tooting & Mitcham United | 2-2       |                     |
| 6 gennaio 1976  | Tooting & Mitcham United | Swindon Town             | 2-2       |                     |
| 3 gennaio 1976  | Scarborough              | Crystal Palace           | 1-2       |                     |
| 3 gennaio 1976  | Shrewsbury Town          | Bradford City            | 1-2       |                     |
| 3 gennaio 1976  | Ipswich Town             | Halifax Town             | 3-1       |                     |
| 3 gennaio 1976  | Tottenham                | Stoke City               | 1-1       |                     |
| 24 gennaio 1976 | Stoke City               | Tottenham                | 2-1       | Ripetizione         |
| 3 gennaio 1976  | Manchester City          | Hartlepool Utd           | 6-0       |                     |
| 3 gennaio 1976  | QPR                      | Newcastle Utd            | 0-0       |                     |
| 7 gennaio 1976  | Newcastle Utd            | QPR                      | 2-1       | Ripetizione         |
| 3 gennaio 1976  | Fulham                   | Huddersfield Town        | 2-3       |                     |
| 3 gennaio 1976  | Brentford                | Bolton                   | 0-0       |                     |
| 6 gennaio 1976  | Bolton                   | Brentford                | 2-0       | Ripetizione         |
| 3 gennaio 1976  | Coventry City            | Bristol City             | 2-1       |                     |
| 3 gennaio 1976  | Portsmouth               | Birmingham City          | 1-1       |                     |
| 6 gennaio 1976  | Birmingham City          | Portsmouth               | 0-1       | Ripetizione         |
| 3 gennaio 1976  | West Ham Utd             | Liverpool                | 0-2       |                     |
| 3 gennaio 1976  | Manchester Utd           | Oxford Utd               | 2-1       |                     |
| 3 gennaio 1976  | Norwich City             | Rochdale                 | 1-1       |                     |
| 6 gennaio 1976  | Rochdale                 | Norwich City             | 0-0       | Prima ripetizione   |
| 13 gennaio 1976 | Norwich City             | Rochdale                 | 2-1       | Seconda ripetizione |
| 3 gennaio 1976  | Hull City                | Plymouth                 | 1-1       |                     |
| 6 gennaio 1976  | Plymouth                 | Hull City                | 1-4       | Ripetizione         |
| 1º gennaio 1976 | Chelsea                  | Bristol Rovers           | 1-1       |                     |
| 3 gennaio 1976  | Bristol Rovers           | Chelsea                  | 0-1       | Ripetizione         |
| 3 gennaio 1976  | Southend Utd             | Brighton                 | 2-1       |                     |
| 3 gennaio 1976  | Aldershot                | Lincoln City             | 1-2       |                     |
| 3 gennaio 1976  | Leyton Orient            | Cardiff City             | 0-1       |                     |
| 3 gennaio 1976  | Charlton                 | Sheffield Weds           | 2-1       |                     |
| 3 gennaio 1976  | York City                | Hereford Utd             | 2-1       |                     |

## Sedicesimi di finale
| Data            | Squadra di casa   | Squadra ospite           | Risultato | Note        |
| --------------- | ----------------- | ------------------------ | --------- | ----------- |
| 24 gennaio 1976 | Southampton       | Blackpool                | 3-1       |             |
| 24 gennaio 1976 | Leicester City    | Bury                     | 1-0       |             |
| 24 gennaio 1976 | West Bromwich     | Lincoln City             | 3-2       |             |
| 2 febbraio 1976 | Sunderland        | Hull City                | 1-0       |             |
| 24 gennaio 1976 | Derby County      | Liverpool                | 1-0       |             |
| 24 gennaio 1976 | Ipswich Town      | Wolverhampton            | 0-0       |             |
| 27 gennaio 1976 | Wolverhampton     | Ipswich Town             | 1-0       |             |
| 24 gennaio 1976 | Coventry City     | Newcastle Utd            | 1-1       |             |
| 28 gennaio 1976 | Newcastle Utd     | Coventry City            | 5-0       |             |
| 24 gennaio 1976 | Manchester Utd    | Peterborough Utd         | 3-1       |             |
| 24 gennaio 1976 | Norwich City      | Luton Town               | 1-0       |             |
| 24 gennaio 1976 | Coventry City     | Tooting & Mitcham United | 2-0       |             |
| 24 gennaio 1976 | Southend Utd      | Cardiff City             | 2-1       |             |
| 24 gennaio 1976 | Huddersfield Town | Bolton                   | 0-1       |             |
| 24 gennaio 1976 | Charlton          | Portsmouth               | 1-1       |             |
| 27 gennaio 1976 | Portsmouth        | Charlton                 | 0-3       | Ripetizione |
| 24 gennaio 1976 | Leeds Utd         | Crystal Palace           | 0-1       |             |
| 24 gennaio 1976 | York City         | Chelsea                  | 0-1       |             |
| 28 gennaio 1976 | Stoke City        | Manchester City          | 1-0       |             |

## Ottavi di finale
| Data             | Squadra di casa | Squadra ospite | Risultato | Note                |
| ---------------- | --------------- | -------------- | --------- | ------------------- |
| 14 febbraio 1976 | Leicester City  | Manchester Utd | 1-2       |                     |
| 14 febbraio 1976 | Bolton          | Newcastle Utd  | 3-3       |                     |
| 18 febbraio 1976 | Newcastle Utd   | Bolton         | 0-0       | Prima ripetizione   |
| 23 febbraio 1976 | Bolton          | Newcastle Utd  | 1-2       | Seconda ripetizione |
| 14 febbraio 1976 | Wolverhampton   | Charlton       | 3-0       |                     |
| 14 febbraio 1976 | West Bromwich   | Southampton    | 1-1       |                     |
| 17 febbraio 1976 | Southampton     | West Bromwich  | 4-0       | Ripetizione         |
| 14 febbraio 1976 | Derby County    | Southend Utd   | 1-0       |                     |
| 23 febbraio 1976 | Norwich City    | Bradford City  | 1-2       |                     |
| 14 febbraio 1976 | Chelsea         | Crystal Palace | 2-3       |                     |
| 14 febbraio 1976 | Stoke City      | Sunderland     | 0-0       |                     |
| 17 febbraio 1976 | Sunderland      | Stoke City     | 2-1       | Ripetizione         |

## Quarti di finale
| Data         | Squadra di casa | Squadra ospite | Risultato | Note        |
| ------------ | --------------- | -------------- | --------- | ----------- |
| 6 marzo 1976 | Sunderland      | Crystal Palace | 0-1       |             |
| 6 marzo 1976 | Derby County    | Newcastle Utd  | 4-2       |             |
| 6 marzo 1976 | Manchester Utd  | Wolverhampton  | 1-1       |             |
| 9 marzo 1976 | Wolverhampton   | Manchester Utd | 2-3       | Ripetizione |
| 6 marzo 1976 | Bradford City   | Southampton    | 0-1       |             |

## Semifinali
| Data          | Squadra di casa | Squadra ospite | Risultato | Note |
| ------------- | --------------- | -------------- | --------- | ---- |
| 3 aprile 1976 | Southampton     | Crystal Palace | 2-0       |      |
| 3 aprile 1976 | Manchester Utd  | Derby County   | 2-0       |      |

## Finale
| Arbitro: | Clive Thomas |

|            |           |  |
| Stokes 83’ | Marcatori |  |

| Southampton     |    |                     |  |
|                 |    |                     |  |
| P               | 1  | Ian Turner          |  |
| D               | 2  | Peter Rodrigues (c) |  |
| D               | 3  | David Peach         |  |
| D               | 4  | Nick Holmes         |  |
| D               | 5  | Mel Blyth           |  |
| D               | 6  | Jim Steele          |  |
| A               | 7  | Paul Gilchrist      |  |
| C               | 8  | Mick Channon        |  |
| C               | 9  | Peter Osgood        |  |
| C               | 10 | Jim McCalliog       |  |
| A               | 11 | Bobby Stokes        |  |
| Allenatore:     |    |                     |  |
| Lawrie McMenemy |    |                     |  |

| Manchester Utd |    |                   |  |  |
|                |    |                   |  |  |
| P              | 1  | Alex Stepney      |  |  |
| D              | 2  | Alex Forsyth      |  |  |
| D              | 3  | Stewart Houston   |  |  |
| D              | 4  | Gerry Daly        |  |  |
| D              | 5  | Brian Greenhoff   |  |  |
| D              | 6  | Martin Buchan (c) |  |  |
| A              | 7  | Steve Coppell     |  |  |
| C              | 8  | Sammy Mcllroy     |  |  |
| A              | 9  | Stuart Pearson    |  |  |
| C              | 10 | Lou Macari        |  |  |
| A              | 11 | Gordon Hill       |  |  |
| Allenatore:    |    |                   |  |  |
| C              | 12 | David McCreery    |  |  |
| Allenatore:    |    |                   |  |  |
| Tommy Docherty |    |                   |  |  |